# Fototeca Lorenzo Becerril A.C.
La Fototeca Lorenzo Becerril A.C. (FLBAC) es una institución creada en 1976 en la ciudad de Puebla para el rescate, la preservación, divulgación y valoración de la fotografía mexicana. En su acervo alberga patrimonio fotográfico de autores como: Lorenzo Becerril, Carlos Rivero y otros fotógrafos poblanos del periodo 1845-1975.

## Historia
En 1976, Lilia Martínez inicia una colección de fotografías mediante la adquisición por compra, de archivos históricos y familiares. Más adelante en 1995, con la fundación del Centro Integral de Fotografía (CIF), estas fotografías se conformarán como del acervo de la Fototeca Lorenzo Becerril. Fototeca creada para el rescate, la preservación, divulgación y valoración de la fotografía mexicana. En 2007, se constituye a la Fototeca como Asociación Civil (FLBAC), contribuyendo así  al resguardo del patrimonio fotográfico mexicano, parte importante de la memoria de nuestro país. Y es el 1º de septiembre de 2009, cuando 
el INAH reconoce a la FLBAC como un Órgano auxiliar en la divulgación y difusión de la memoria fotográfica patrimonial de México, además para efectuar una labor educativa entre los miembros de la comunidad sobre la importancia del cuidado, conservación y preservación del Patrimonio Fotográfico de la Nación.

## Campo de Investigación
Dentro del vasto ámbito que la fotografía contiene en el período mencionado -1845 a 1975-, se ha requerido de una investigación muy amplia en función de los fotógrafos, temas y procesos que contiene. Para dar a conocer al mayor público posible los resultados de tales investigaciones, para que las fotografías y sus contenidos sean comprensibles al público, la FLBAC ha realizado en 2004, un directorio de fotógrafos poblanos en un CD, titulado Ángeles de luz y sombra, posible esto gracias a una beca del FOESCAP. En 2006, realizó el libro Puebla de los Ángeles 1858-1965 con el apoyo de la UDLAP. En 2009 FOESCAP le otorga una beca para la investigación del libro Ángeles de Luz y Sombra. Inventario de Daguerrotípistas, Ambrotípistas y Fotógrafos de Puebla 1847-1970. Y en 2011 se hace otro libro, Casa poblana. El escenario de la memoria personal, realizado en parte con apoyo de CONACULTA dentro del programa de Coinversión.

## Acervo
El acervo patrimonial de la FLBAC comprende un periodo de 1845 a 1975, lo que permite hacer un recuento de varias etapas, estilos y tendencias; de gran número de fotógrafos; de diversos temas y numerosos procesos técnicos, tanto en los soportes como en las emulsiones. Los temas incluidos son: arquitectura civil y religiosa, paisaje, urbanismo, vida cotidiana, costumbres, tradiciones, tipos mexicanos, muerte niña, retratos y un grupo de imágenes que muestran el desarrollo científico y tecnológico del país. Las fotografías son de la Ciudad de México, la República Mexicana y especialmente de Puebla.
En cuanto a procesos técnicos, la FLBAC contiene imágenes de cámara como daguerrotipos, ambrotipos, melanotipos y ferrotipos; negativos sobre vidrio, papel, nitrato y acetato; impresiones en albúmina, carbón, papel salado, paladio-platino, cianotipia, goma bicromatada y plata gelatina. Además, fotografías en presentaciones como fotoesculturas, botones, detentes, relicarios y estereoscopias. También contiene cámaras de placa y equipo de laboratorio de los siglos XIX y XX. Se redondea el acervo con una colección de libros, revistas y documentos que dan sustento a las investigaciones que se realizan partiendo del acervo fotográfico. Acervo que se incrementa constantemente mediante la adquisición de imágenes, equipo de laboratorio, documentos y libros.